# 紅娘
紅娘，出自於唐代元稹的《莺莺传》，成名於元代王實甫的《西廂記》，是湊合张珙與崔鶯鶯的婢女。
紅娘最早是《莺莺传》中崔鶯鶯的侍婢，虽有其名，但角色並不重要。王实甫在董解元《西廂記諸宮調》的基础上創作《西厢记》，並將紅娘的角色提升到崔鶯鶯之上。
《西厢记》中，张生由衷感激紅娘，说“小生久后多以金帛拜酬小娘子”；红娘怒斥張生：“先生的钱物，与红娘做赏赐，是我爱你的金货？”後來「紅娘」被引申為「媒人」一詞，甚至出現了以「紅娘」一詞命名的電視交友節目《我愛紅娘》。